# Čubernice
Čubernice je přírodní památka jižně od obce Ohrozim v okrese Prostějov. Oblast spravuje Krajský úřad Olomouckého kraje. Památka byla nově vyhlášena nařízením Olomouckého kraje č. 3/2020 ze dne 9. listopadu 2020. Důvodem ochrany jsou populace teplomilných rostlin, jejich společenstva a na ně vázaní živočichové a travinobylinná lada. Geomorfologicky spadá území do okrsku Zdětínská plošina, podcelek Konická vrchovina, celek Drahanská vrchovina, oblast Brněnská vrchovina.

## Předmět ochrany
Dlouhodobým cílem je zachovat druhově bohaté suché trávníky, efemérní vegetaci a nízké xerofilní křoviny s výskytem koniklece velkokvětého a dalších zvláště chráněných a vzácných druhů rostlin a živočichů.

## Geologie
Podloží tvoří spodnokarbonské laminované břidlice a prachovce myslejovického souvrství. Částečně jsou zastoupeny pleistocenní spraše a sprašové hlíny. Půdy tvoří rankery kambické, kambizemě typické a na sprašové hlíny vázané erodované formy hnědozemě.

## Flóra
Ve vegetaci acidofilních suchých trávníků dominuje kostřava žlábkatá (Festuca rupicola), ovsíř luční (Helictochloa pratensis), psineček tuhý (Agrostis vinealis), ostřice nízká (Carex humilis) a smělek štíhlý (Koeleria macrantha), maloplošně ostřice časná (Carex praecox). Z bylin je zastoupen bedrník obecný (Pimpinella saxifraga), hvozdík kartouzek (Dianthus carthusianorum), dále chrpa latnatá (Centaurea stoebe), koniklec velkokvětý (Pulsatilla grandis), lipnice cibulkatá (Poa bulbosa), máčka ladní (Eryngium campestre), mařinka psí (Asperula cynanchica), mateřídouška panonská (Thymus pannonicus), mochna písečná (Potentilla arenaria), ožanka kalamandra (Teucrium chamaedrys), pryšec chvojka (Euphorbia cyparissias), rozrazil klasnatý (Pseudolysimachion spicatum), sesel sivý (Seseli osseum), silenka ušnice (Silene otites), smolnička obecná (Viscaria vulgaris), v okolí výchozů hornin na skalnatém svahu a v rozvolněných porostech suchých trávníků se vyskytuje bělolist rolní (Filago arvensis), divizna brunátná (Verbascum phoeniceum), divizna knotovkovitá (Verbascum lychnitis), huseníček rolní (Arabidopsis thaliana), chrpa chlumní (Cyanus triumfettii subsp. axillaris), kostřava žlábkovitá (Festuca rupicola), kozlíček polníček (Valerianella locusta), mochna písečná (Potentilla arenaria), osívka jarní (Erophila verna), ostřice nízká (Carex humilis), plevel okoličnatý (Holosteum umbellatum), pomněnka drobnokvětá (Myosotis stricta), rozrazil jarní (Veronica verna) a rozrazil Dilleniův (Veronica dillenii), rozrazil laločnatý (Veronica sublobata), vikev hrachorovitá (Vicia lathyroides), violka rolní (Violaarvensis). Na skalnatém podloží jsou porosty xerofilních křovin se skalníkem celokrajným (Cotoneaster integerrimus), růží šípkovou (Rosa canina) a růží polní (R. agrestis). Do suchých trávníků expandují vyšší křoviny a také náletové dřeviny: trnka (Prunus spinosa), růže šípková (Rosa canina), ptačí zob obecný (Ligustrum vulgare), svída krvavá (Cornus sanguinea), třešeň ptačí (Prunus avium), dub zimní (Quercus petraea) a borovice lesní (Pinus sylvestris).

## Fauna
Na lokalitě byl zaznamenán výskyt ohrožených a vzácných druhů motýlů, běláska hrachorového (Liptidea sinapis), hnědáska květelového (Melitaea didyma), modráska rozchodníkového (Scolitantides orion), otakárka ovocného (Iphiclides podalirius), soumračníka čárkovaného (Hesperia comma) a vřetenušky pozdní (Zygaena laeta). Zaznamenána byla kutilka žahalka žlutá (Scoliahirta) a kriticky ohrožená kudlanka nábožná (Mantis religiosa). Ojedinělý je výskyt stepních pavouků, sklípkánka pontického (Atypus muralis), slíďáka suchopárového (Alopecosa striatipes) a stepníka rudého (Eresus kollari). Z obojživelníků ještěrka obecná (Lacerta agilis), v blízkém okolí pak skokan štíhlý (Rana dalmatina) a skokan hnědý (Rana temporaria).

## Fotogalerie

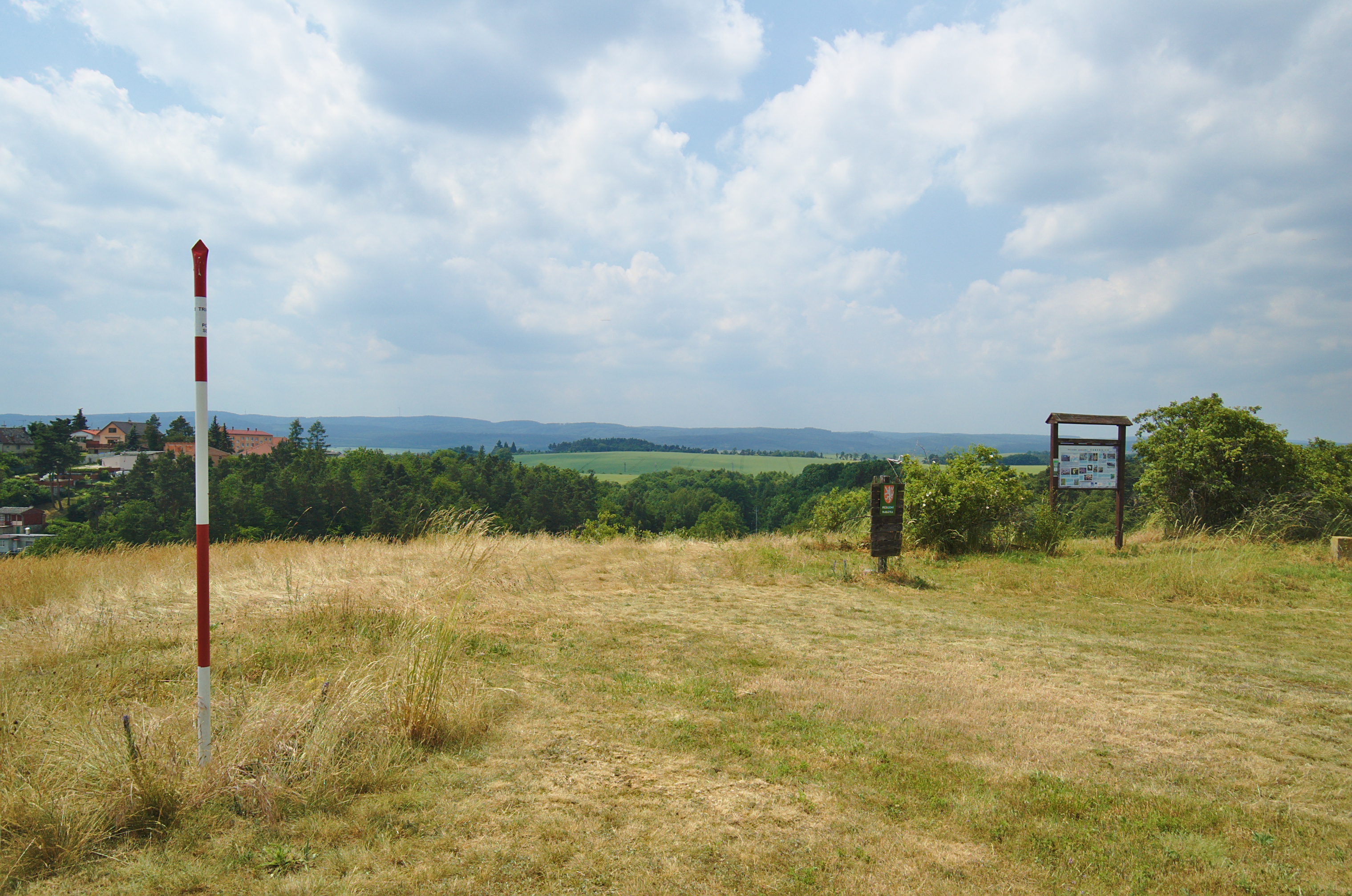
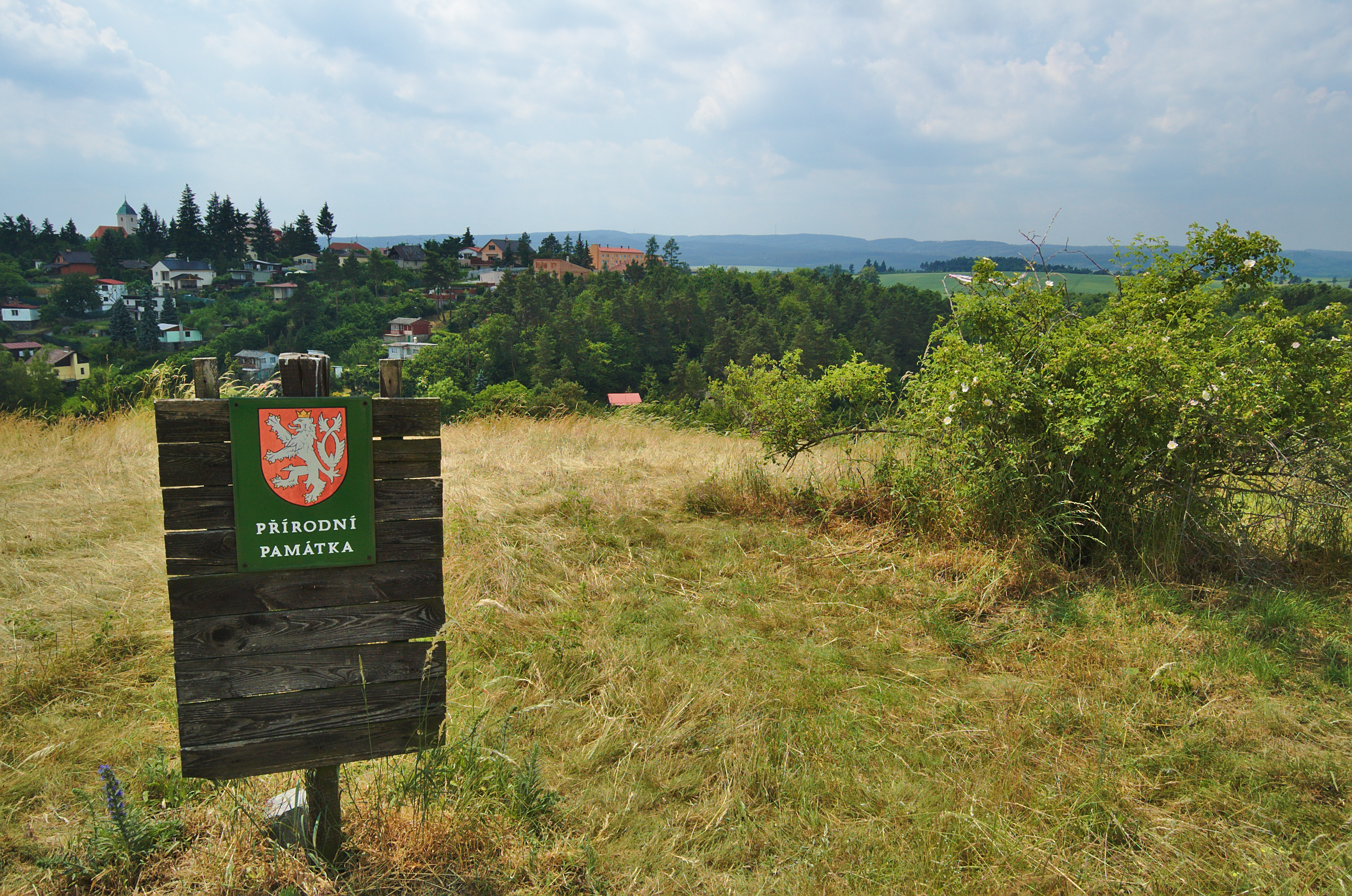
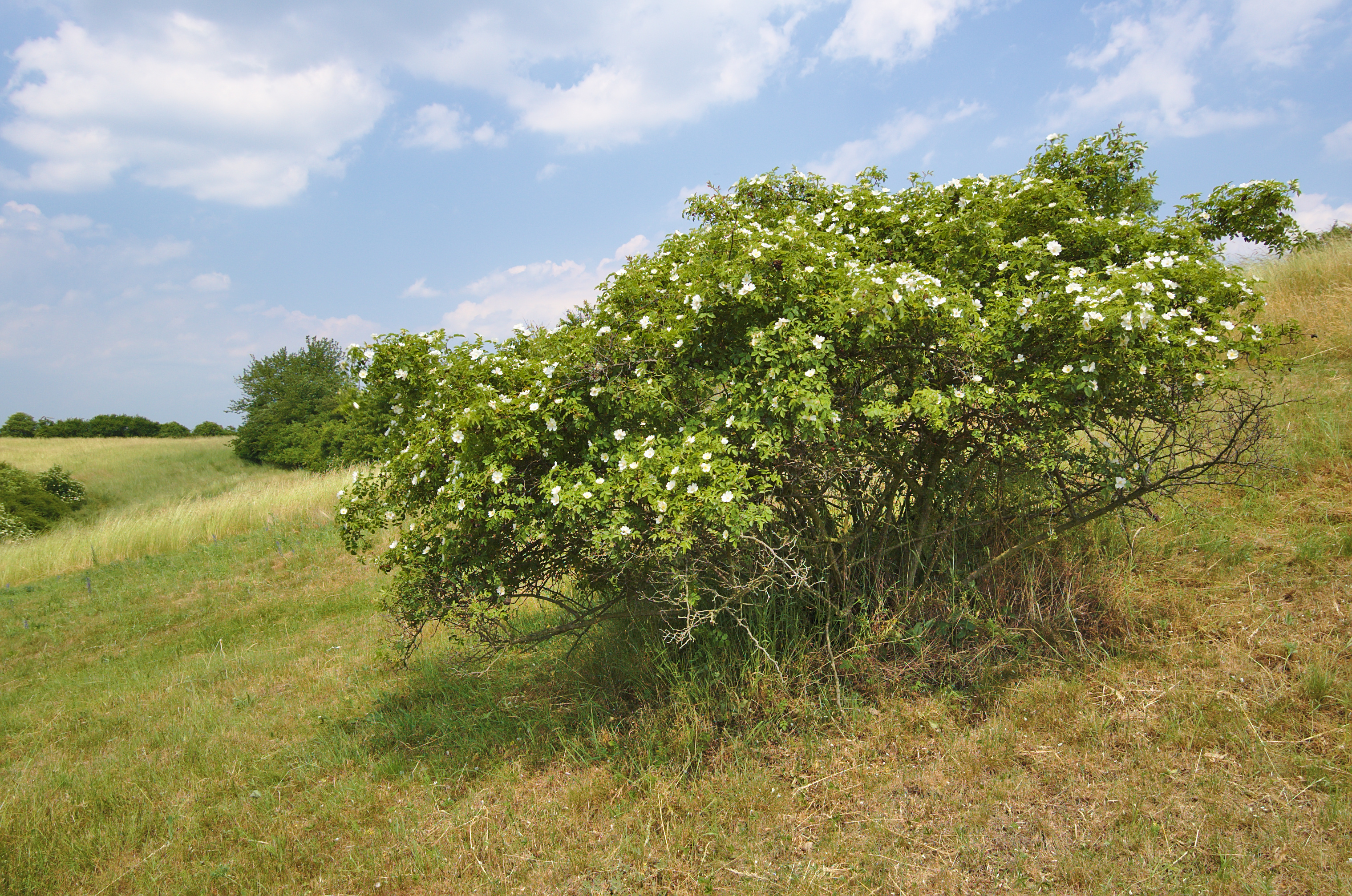
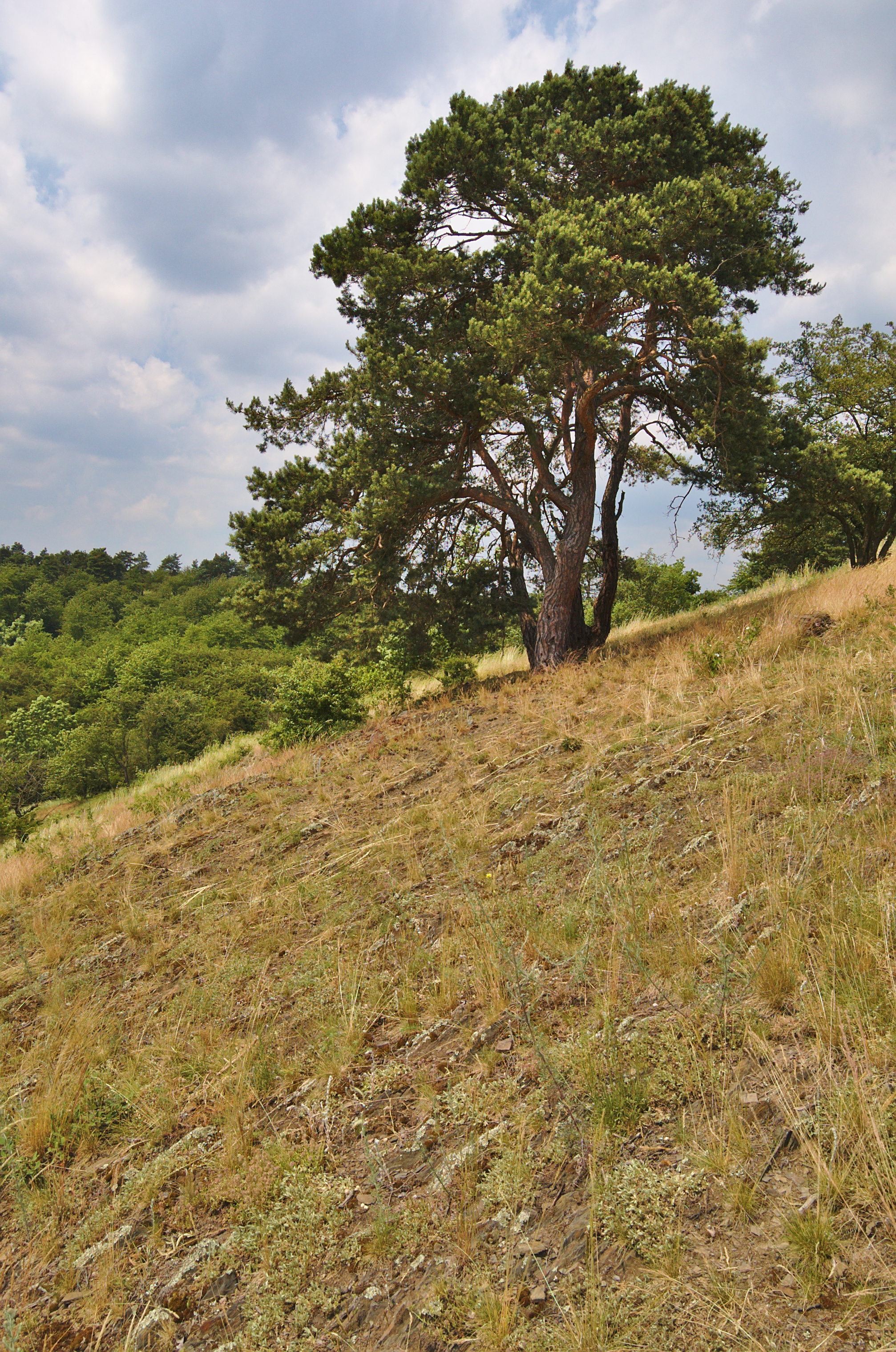
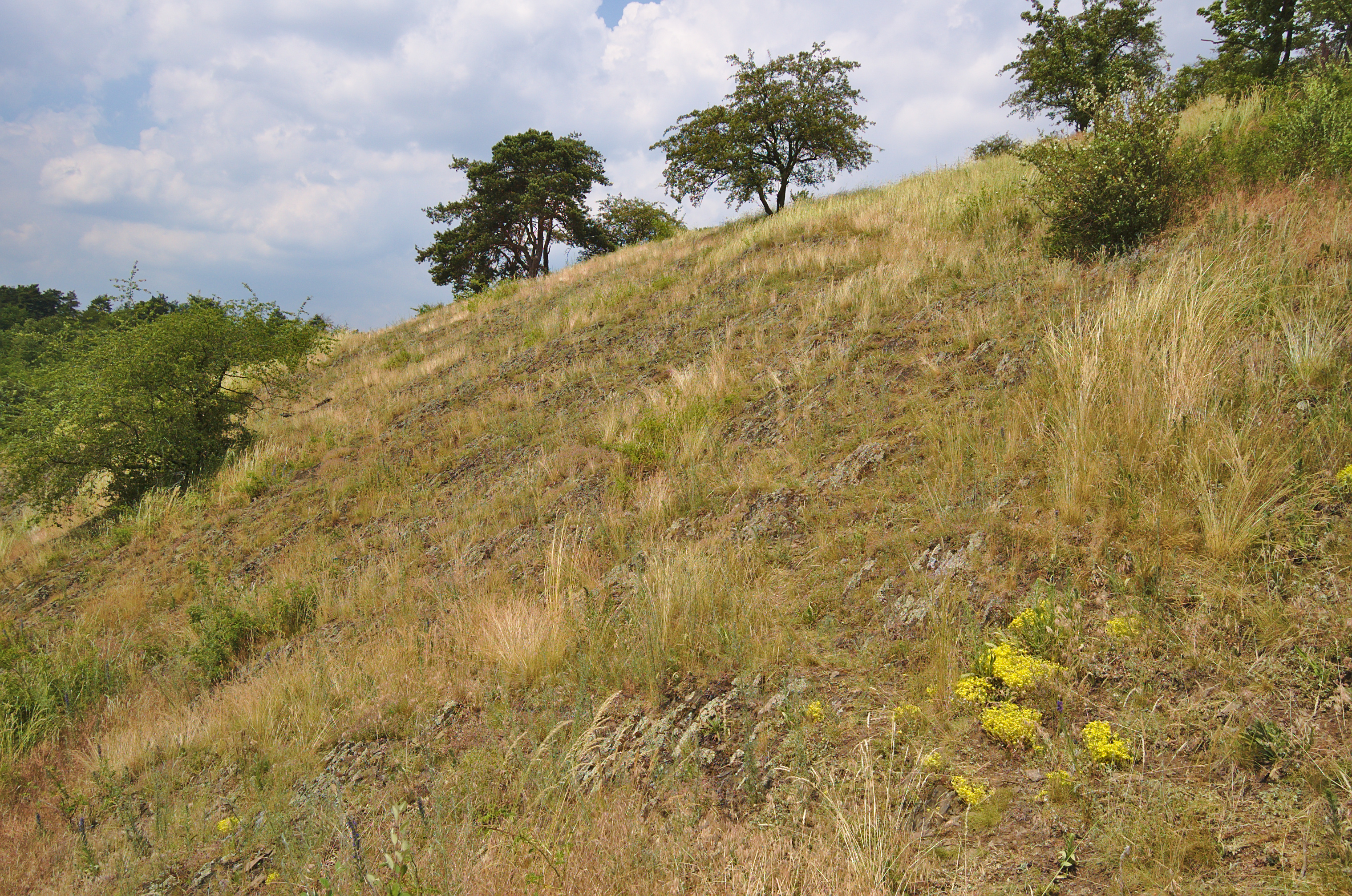
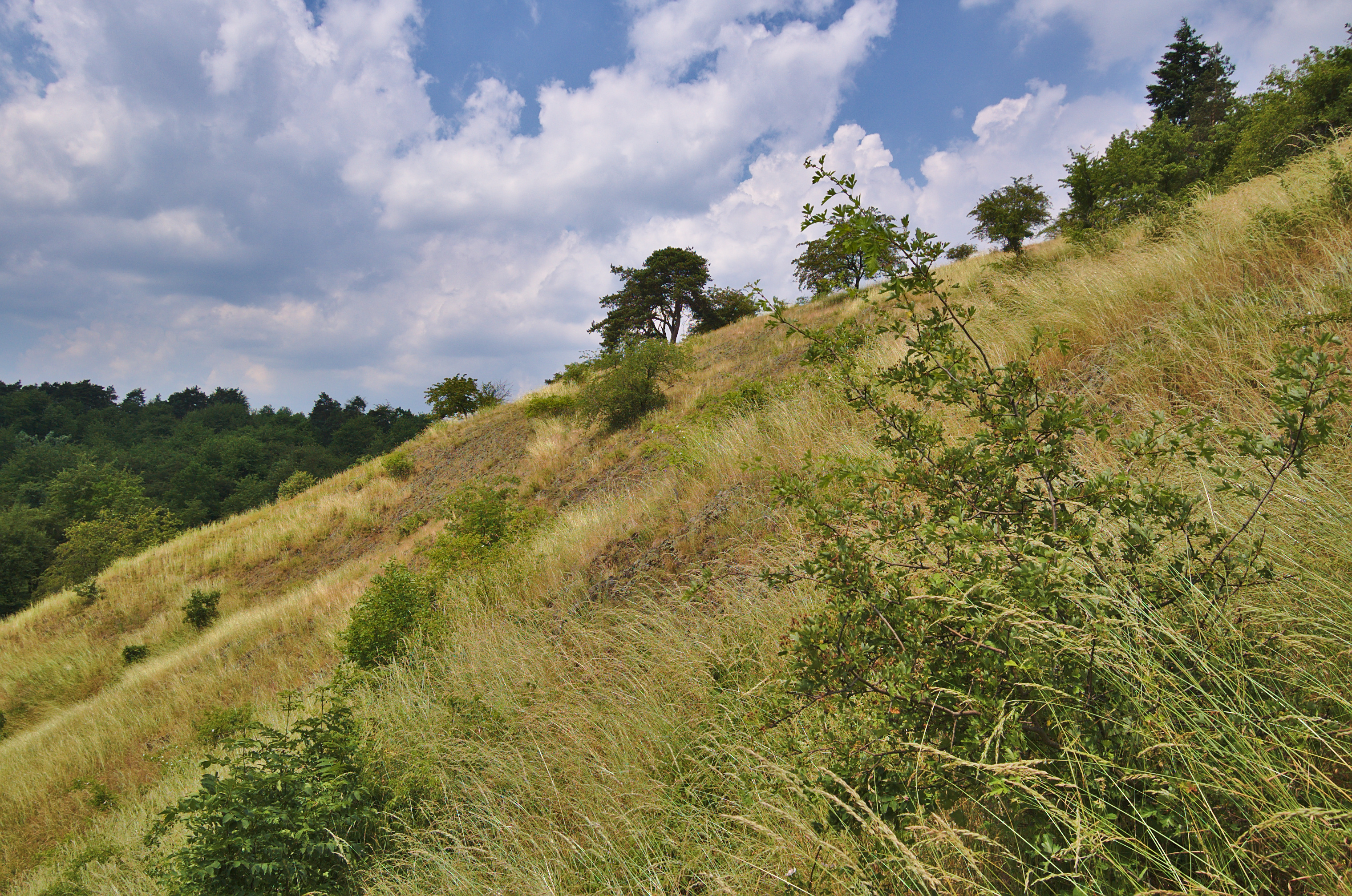
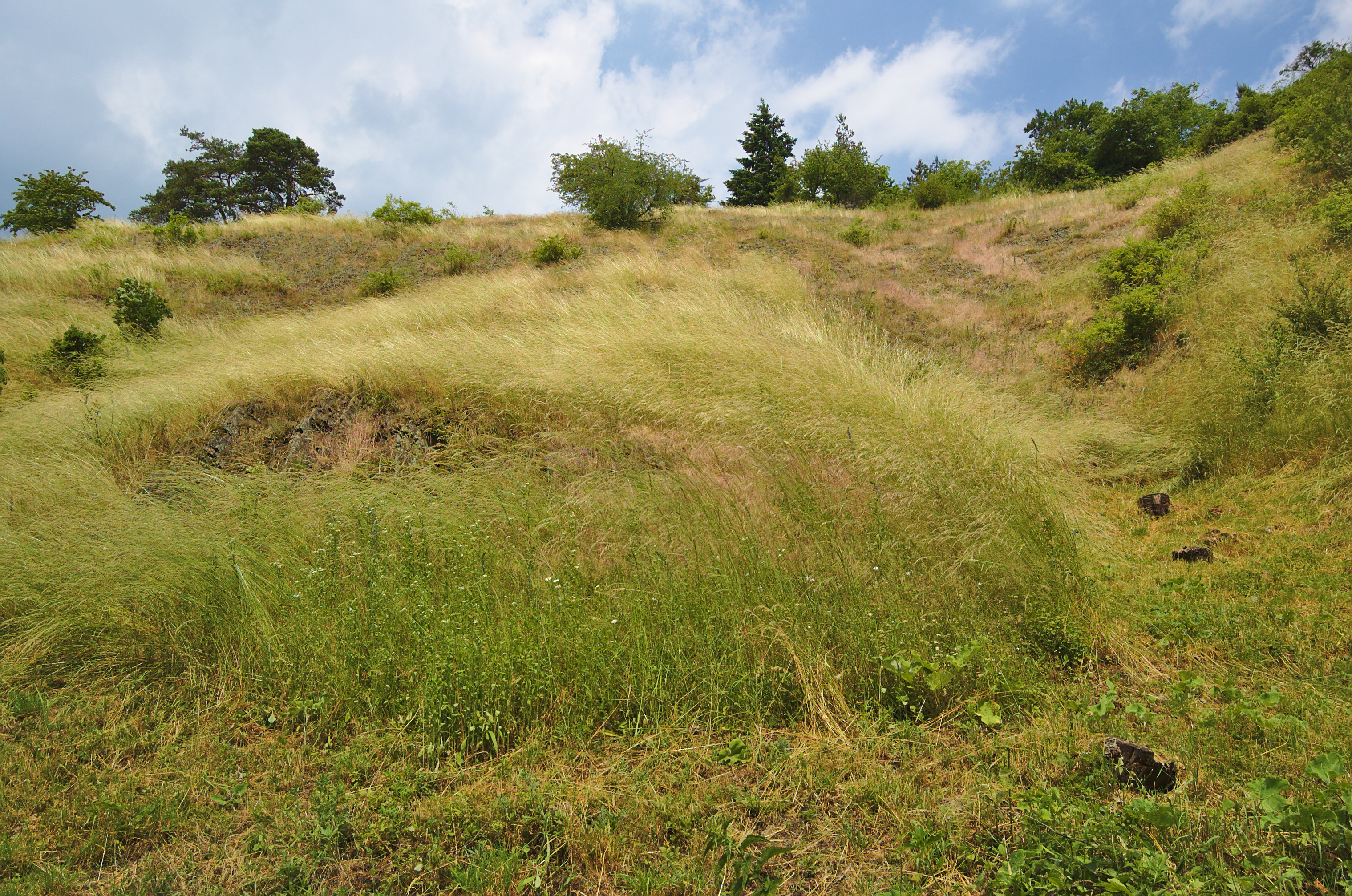